# Symphylellopsis avernorum
Symphylellopsis avernorum är en mångfotingart som beskrevs av Ribaut 1931. Symphylellopsis avernorum ingår i släktet Symphylellopsis och familjen slankdvärgfotingar. Inga underarter finns listade i Catalogue of Life.